# Franco Valle
Franco Valle est un boxeur italien né le 15 février 1940 et mort le 10 avril 2003 à Gênes.

## Biographie
Il participe aux Jeux olympiques d'été de 1964 dans la catégorie poids moyens et y remporte la médaille de bronze.